# Sønderby Klint
Sønderby Klint er en 3 km lang og 25 m 20-30 m høj, aktiv kystklint der ligger på på en morænepynt ud mod Lillebælt 6 km syd for Assens på Fyn. I klinten kan man se lag fra tre forskellige gletsjere fra den sidste istid, Weichsel. Under klinten og på havbunden ud for er der fundet tørv fra sidste mellemistid, Eem.
Inden for klinten findes fire nedlagte grusgrave, hvoraf den ene har leveret materialerne til den Gamle Lillebæltsbro.
Klinten er et nationalt geologisk interesseområde.